# Білицька волость (Бердянський повіт)
Білицька волость — історична адміністративно-територіальна одиниця Бердянського повіту Таврійської губернії.
Станом на 1886 рік складалася з 2 поселень, 2 сільських громад. Населення — 4268 осіб (2148 чоловічої статі та 2120 — жіночої), 584 дворових господарства.
|                     | Площа, десятин | У тому числі орної, дес. |
| ------------------- | -------------- | ------------------------ |
| Сільських громад    | 12214          | 8638                     |
| Приватної власності | —              | —                        |
| Казенної власності  | —              | —                        |
| Іншої власності     | 120            | 120                      |
| Загалом             | 12334          | 8758                     |